# Pauahtuner

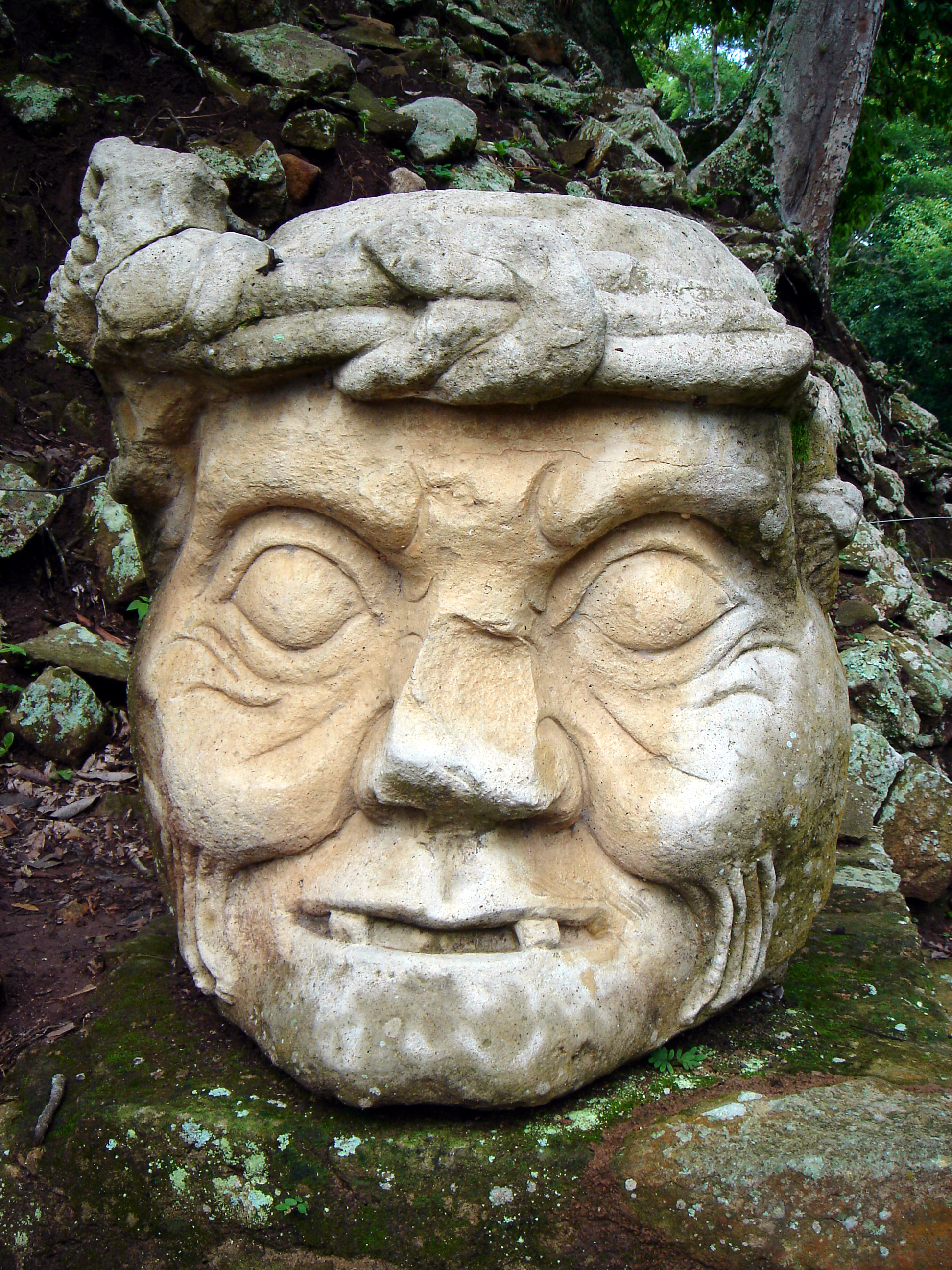
Huvudet av en pauahtun (Copán)

Pauahtuner var hos Mayafolket i Mexiko en grupp på fyra gudar med idag okänd funktion.